# クモ恐怖症

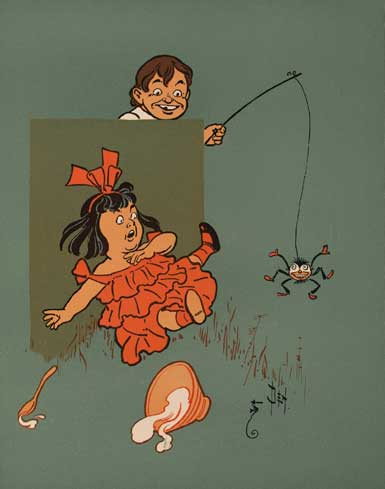
多くのクモは危害がないが、クモ恐怖症を持つ人はクモの側にいるとパニックに陥ったり、不安になったりすることがある。場合によってはクモに似た物でもパニック発作を起こすことがある。上の絵には"小さなMuffet嬢（en）童謡に登場する主人公がクモに驚いて怯えている場面が描かれている。

クモ恐怖症（クモきょうふしょう）とは単一恐怖であり、クモに対する異常な恐怖感を抱くことを指す。学術的には英名であるアラクノフォビア (Arachnophobia) と呼ばれることが多いが、正式な診断名ではない。なお、このページには絵1枚の他にはクモの写真やイラストは掲載されていない。
多くの場合、クモ恐怖症を持つ人のクモに対する反応は他人には理解しがたい。クモ恐怖症を持つ人は、クモがいそうな場所にいたり、クモの存在やクモの巣のみを見るだけでパニック発作を生じ、発汗、過度な悪感、頭痛、心理的ストレス、嘔吐、失神、心停止、最悪の場合ショックによる死に至る場合がある。世間的な認知度は低く、当事者以外の者との価値観の相違が大きいがために当人への理解が及ばず思わぬ衝突や被害を招くことがあり、決して軽視してはならない。
クモ及びクモの巣の存在そのものへの恐怖であり、生体の大小と恐怖の度合いは比例しない。そのため「クモは人間にとっての害虫を退治してくれる存在であるから恐れる必要はない」などのアドバイスは当人にとっては的の外れたものといえる。
クモ恐怖症、閉所恐怖症、ヘビやネズミに対する恐怖症がなぜ進化の過程で生まれたのかについて、はっきりとしたことは分かっていない。進化心理学によると、毒グモの存在からクモに対する恐怖に発展したり、クモに対する恐怖が生まれやすくなったという。クモに対する恐怖の度合いは人によりさまざまで、強い恐怖を抱く人は恐怖症を伴いやすいとされる。
クモは比較的小さいため、生体の大きさという観点から見れば、ふつう恐怖とされる基準には当てはまらない。しかし、毒グモの中には、命を奪うほどの毒を持っている種類も存在する。
クモ恐怖症の人は、自分が噛まれないように周囲にクモがいないことを注意深く確認する。したがって、クモ恐怖症を持つ人はそうでない人と比べ、生存の可能性は高いといえるだろう。しかし、この進化心理学の学説は、クモに対する恐怖とホモサピエンスの時代に存在した危険な動物に対する恐怖とを比較したときに、クモ恐怖症の人がクモに対して抱く恐怖の方がはるかに強いため、論拠としては弱いものである。

## クモ恐怖症に対する配慮
コンピュータゲームにおいては、クモ（またはそれに準ずる生物）を別のものに置き換える機能を用意している作品もある。たとえば、『ホグワーツ・レガシー』（2023年発売）の場合、蜘蛛型の敵を別の形状に置き換える「蜘蛛恐怖症モード」というオプションが発売後のアップデートで追加されている。また、小さくなった人間の冒険を描いた『Grounded』（2020年発売）では、敵キャラクターとして登場するクモの見た目を6段階でデフォルメできる「Arachnophobia Safe Mode」がある。
その一方、吸血鬼ものの『V Rising』ではボスキャラクターの"Ungora the Spider Queen"を引き合いに恐怖症の人への配慮が欲しいという声が寄せられた際、提案に同意する声やMOD対応を期待する声のほかに、作品の世界観を表すためには、Ungoraの見た目を変えるべきではないという意見が多く寄せられた。